# Třída Bayandor
Třída Bayandor je třída protiponorkových korvet íránského námořnictva. Některé prameny je řadí mezi fregaty. Celkem byly postaveny čtyři jednotky této třídy. Ve službě jsou od roku 1964. Dvě byly potopeny za íránsko-irácké války roku 1982.

## Stavba
Celkem byly postaveny čtyři korvety této třídy. Jde o verzi hlídkových fregat typu PF-103, ke kterému patří ještě thajské korvety třídy Tapi. V letech 1962–1969 je postavila americká loděnice Levingston Shipbuilding v texaském Orange. Stavba byla financována z amerického programu vojenské pomoci MDAP. Do služby byly přijaty v letech 1964 a 1969.
Jednotky třídy Bayndor:
| Jméno                  | Založení kýlu | Spuštěna | Vstup do služby   | Status              |
| ---------------------- | ------------- | -------- | ----------------- | ------------------- |
| Bayandor (81, ex F25)  | 1962          | 1963     | 18. května 1964   | Aktivní.            |
| Naghdi (82, ex F26)    | 1962          | 1963     | 22. července 1964 | Aktivní.            |
| Milanian (83, ex F27)  | 1967          | 1968     | 13. února 1969    | Roku 1982 potopena. |
| Kahnamuie (84, ex F28) | 1967          | 1968     | 13. února 1969    | Roku 1982 potopena. |

## Konstrukce

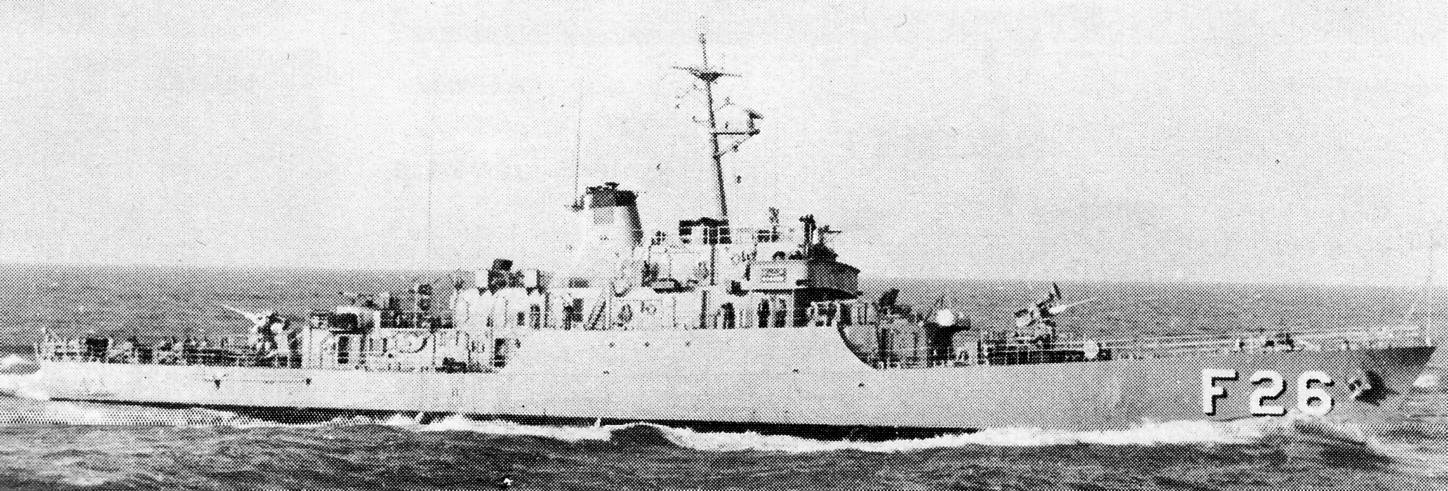
Korveta Naghdi (82) v původní podobě

Korvety nesly vzdušný vyhledávací radar SPS-6C, hladinový vyhledávací radar Raytheon 1650, střelecký radar SPG-34 a sonar SQS-17. Byly vyzbrojeny dvěma dvouúčelovými 76mm kanóny Mk.34, dvojitým 40mm kanónem, salvovým vrhačem hlubinných pum Hedgehog, dále čtyřmi vrhači a dvěma skluzavkami hlubinných pum. Unesly až 60 min. Pohonný systém tvořily čtyři diesely Fairbanks-Morse o výkonu 6000 hp, pohánějící dva lodní šrouby. Nejvyšší rychlost dosahuje 20 uzlů. Dosah je 3000 námořních mil při 15 rychlosti uzlů.

### Modernizace
V 80. letech byl odstraněn vrhač Hedgehog. Výzbroj posílil 23mm dvojkanón ZU-23-2. V 90. letech byly 23mm kanóny a hlubinné pumy nahrazeny dvěma 20mm kanóny GAM-B-01 a dvěma 12,7mm kulomety. Později byl odstraněn rovněž záďový 76mm kanón a naopak výzbroj posílily čtyři čínské protilodní střely C-802 a dva trojité 324mm torpédomety.

## Služba
Korvety se účastnily íránsko-irácké války, ve které byly dvě roku 1982 potopeny. Milanian potopila puma a Kahnamuie protilodní střely vypuštěné vrtulníky.